# 东坡礁
东坡礁是南沙群岛东部的一个珊瑚礁，位于南方浅滩西南部，安塘礁以东约22海里。1935年中华民国水陆地图审查委员会公布的名称为“北拼素崩那礁”，1947年中华民国内政部方域司公布的名称和1983年中华人民共和国中国地名委员会公布的标准名称均为“东坡礁”，以纪念宋朝文学家苏东坡。西方文献一般称为“Pennsylvania South Reef”。